# Parisita-(La)
La parisita-(La) és un mineral de la classe dels carbonats. Rep el seu nom de J.J. Paris, antic gerent de la mina de maragdes de Muzo, Colòmbia, i del lantani, l'element de terres rares dominant a la seva composició.

## Característiques
La parisita-(La) és un carbonat de fórmula química CaLa₂(CO₃)₃F₂. Va ser aprovada com a espècie vàlida per l'Associació Mineralògica Internacional l'any 2016. Cristal·litza en el sistema monoclínic. És l'anàleg amb lantani de la parisita-(Ce). Químicament és una espècie similar a la sinquisita-(La).

## Formació i jaciments
Va ser descoberta a Tapera, Novo Horizonte, a l'estat de Bahia (Brasil). Es tracta de l'únic indret on ha estat trobada aquesta espècie mineral.